# Cotyschnolea
Cotyschnolea is een kevergeslacht uit de familie van de boktorren (Cerambycidae). De wetenschappelijke naam van het geslacht werd voor het eerst geldig gepubliceerd in 2007 door Martins & Galileo.

## Soorten
Cotyschnolea is monotypisch en omvat slechts de volgende soort:
- Cotyschnolea minuta Martins & Galileo, 2007